# Oia (geslacht)
Oia is een geslacht van spinnen uit de familie hangmatspinnen (Linyphiidae).

## Soorten
De volgende soorten zijn bij het geslacht ingedeeld:
- Oia breviprocessia Song & Li, 2010
- Oia imadatei (Oi, 1964)
- Oia sororia Wunderlich, 1973